# The Princess Bride (album)
The Princess Bride è la colonna sonora del 1987 di Mark Knopfler, del film La storia fantastica diretto da Rob Reiner.
Contiene la canzone Storybook Love, scritta e cantata da Willy DeVille, candidata all'Oscar alla migliore canzone.

## Tracce
1. Once upon a Time... Storybook Love - 4:00
2. I will never Love again - 3:05
3. Florin Dance - 1:33
4. Morning Ride - 1:37
5. The Friends' Song - 3:02
6. The Cliffs of Insanity - 3:19
7. The Swordfight - 2:45
8. Guide My Sword - 5:11
9. The Fireswamp and the Rodents of Unusual Size - 4:47
10. Revenge - 3:52
11. A Happy Ending - 1:53
12. Storybook Love - 4:25 (Willy DeVille; arrangiamento di Mark Knopfler)